# تیم ملی هندبال استونی
تیم ملی هندبال استونی (استونیایی: Eesti käsipallikoondis) نماینده کشور استونی در مسابقات جهانی و اروپایی می‌باشد و توسط اتحادیه هندبال استونی اداره می‌شود.